# Коваль Олег Миколайович
Оле́г Микола́йович Коваль (30 січня 1973, смт Лисянка, Черкаська область — 16 лютого 2015, Дебальцеве, Донецька область) — старший лейтенант Збройних сил України, учасник російсько-української війни.

## Життєпис
Закінчив Лисянську загальноосвітню школу № 2. 1990 року вступив до вищого військово-інженерного училища (Нижній Новгород). Після розпаду СРСР у серпні 1992 р. переведений до Сімферопольського вищого військово-будівельного училища, яке закінчив у червні 1994 р. і здобув спеціальність «інженер з будівництва і експлуатації будівель і споруд» та звання лейтенант.
Після закінчення училища у місті Чоп у військовій частині А-0474 на посаді заступника командира роти з виховної роботи.
У 2004 році звільнився із ЗСУ та був призначений начальником Інспекції державного архітектурно-будівельного контролю,  заступником головного архітектора Чопської міської ради. З 2010 — начальник Інспекції державного архітектурно-будівельного контролю Ужгородського району.
У серпні 2014 р. добровольцем повернувся до лав ЗСУ і після військових навчань був зарахований до складу 128-ої окремої гірсько-штурмової Закарпатської бригади оперативного командування «Захід».  Виконував обов'язки заступника командира батареї по роботі з особовим складом. Брав участь у бойових операціях в районі Дебальцева в найгарячішій фазі.
16 лютого 2015-го загинув під Дебальцевим під час обстрілу терористами з РСЗВ «Град» та мінометів базового табору 128-ї бригади.
Без Олега залишилася дружина, двоє дітей та онук.
Похований у Лисянці.
Присвята сина:
| | \| Одного разу я прокинусь вранці рано, Грайливо сонце буде небо цілувати, Птахи за вікнами співатимуть сопрано, А у кутку у чорній хустці… сива мати… Що то за горе і чи це мені наснилось? Та янгол за спиною відповість мені: «Тебе немає, вже за тебе помолились. Ти вбитий „Градом“ був учора на війні… \| |
| Одного разу я прокинусь вранці рано, Грайливо сонце буде небо цілувати, Птахи за вікнами співатимуть сопрано, А у кутку у чорній хустці… сива мати… Що то за горе і чи це мені наснилось? Та янгол за спиною відповість мені: «Тебе немає, вже за тебе помолились. Ти вбитий „Градом“ був учора на війні… | |

## Нагороди
За особисту мужність і героїзм, виявлені у захисті державного суверенітету та територіальної цілісності України, вірність військовій присязі під час російсько-української війни, відзначений — нагороджений
- 27 червня 2015 року — орденом Богдана Хмельницького III ступеня (посмертно).

## Увічнення пам'яті
Ім'я Олега Коваля разом з іменами інших закарпатців, що загинули в боях під Дебальцевим, увічнено на монументі, відкритому в Ужгороді на площі, яка нині носить ім'я іще одного героя російсько-української війни, командира розвідувального підрозділу 128-ої гірсько-піхотної бригади, майора Віталія  Постолакі.
На фасаді Лисянської ЗОШ № 2 відкрито меморіальну дошку. 